# John Settergren
Nils Johan Settergren (né le 15 décembre 1868 à Lidköping en Suède – mort le 7 août 1917 à Iouzovka, Empire russe) est un architecte suédois qui été très influent en Finlande.

## Biographie
De 1887 à 1890, il étudie à l'Institut royal de technologie, de 1890 à 1892 à l'Académie royale des arts de Suède, de 1892 à 1895 à l'Académie royale des arts libres.
Puis de 1895 à 1896, il est élève du cours de gravure d'Axel Tallberg.
Après ses études il travaille à Stockholm pour le cabinet d'architecte de Isak Gustaf Clason en 1889-1892 et avec Fredrik Lilljekvist (sv) en 1893-1896.
Puis il part en 1896 s'installer en Finlande.
De 1896 à 1903, il travaille pour le cabinet d'architecte Grahn, Hedman & Wasastjerna.
En 1903, John Settergren fonde son propre cabinet d'architecte où il conçoit de nombreux immeubles d'habitation d'Helsinki.
Il collabore aussi avec Mauritz Gripenberg et Gustaf Estlander.
En 1916, John Settergren part pour Iouzovka pour y concevoir un grand complexe industriel, mais il y meurt du choléra au milieu des travaux.

## Ouvrages
- Puistokatu 9, Helsinki, 1914
- Iso Roobertinkatu 13, Helsinki, 1912
- Juhani Ahon tie 5, Helsinki, 1911
- Yrjönkatu 8-10, Helsinki, 1909
- Forsbyn ruukki, Pernå, 1908
- Yrjönkatu 12-14,Helsinki , 1904
- Wasa Aktiebank, Eteläesplanadi 12, 1899
- Immeuble Argos, Pohjoisesplanadi, 1897

## Galerie

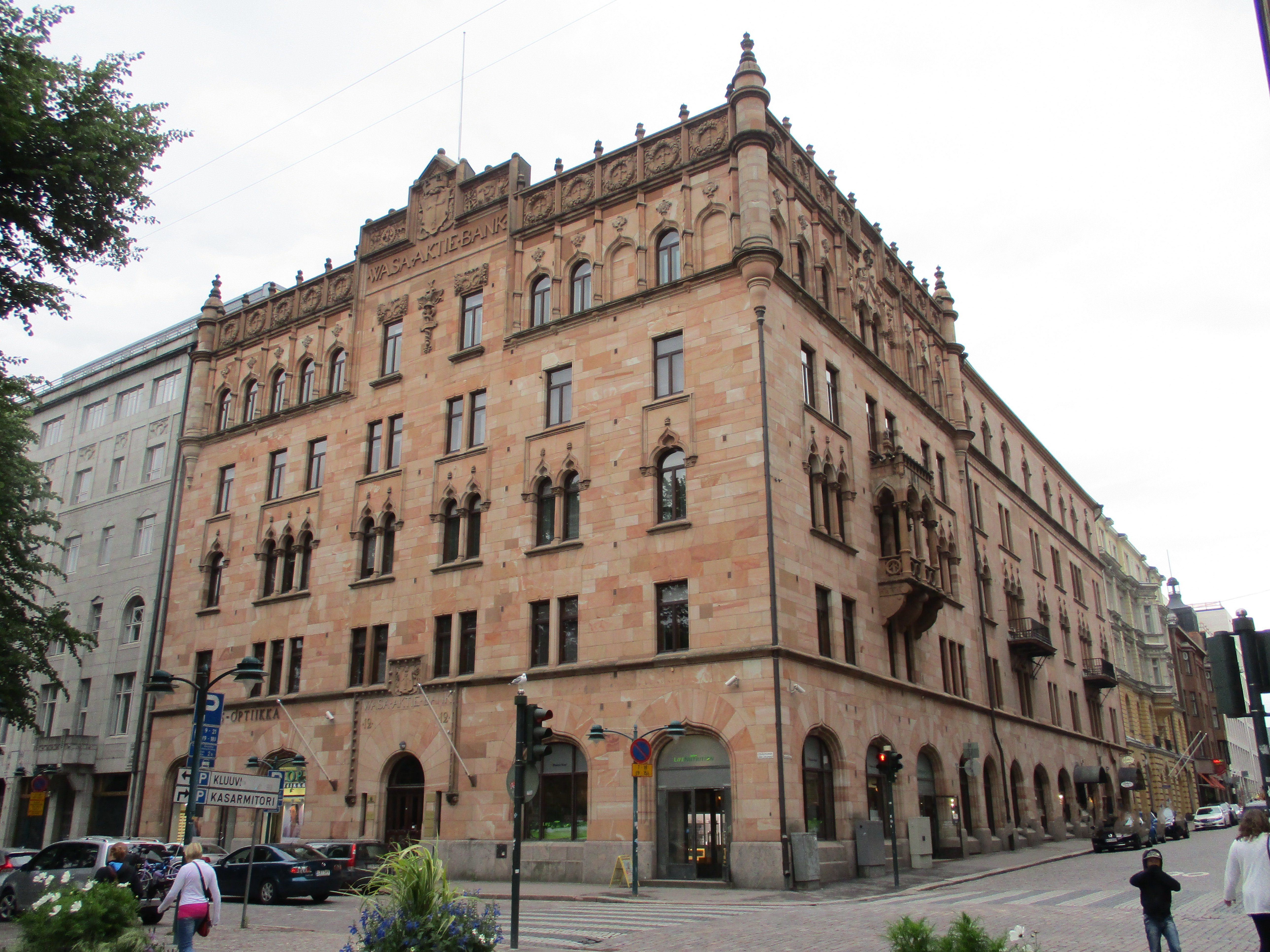
Bâtiment de la Wasa Aktiebank sur Eteläesplanadi.
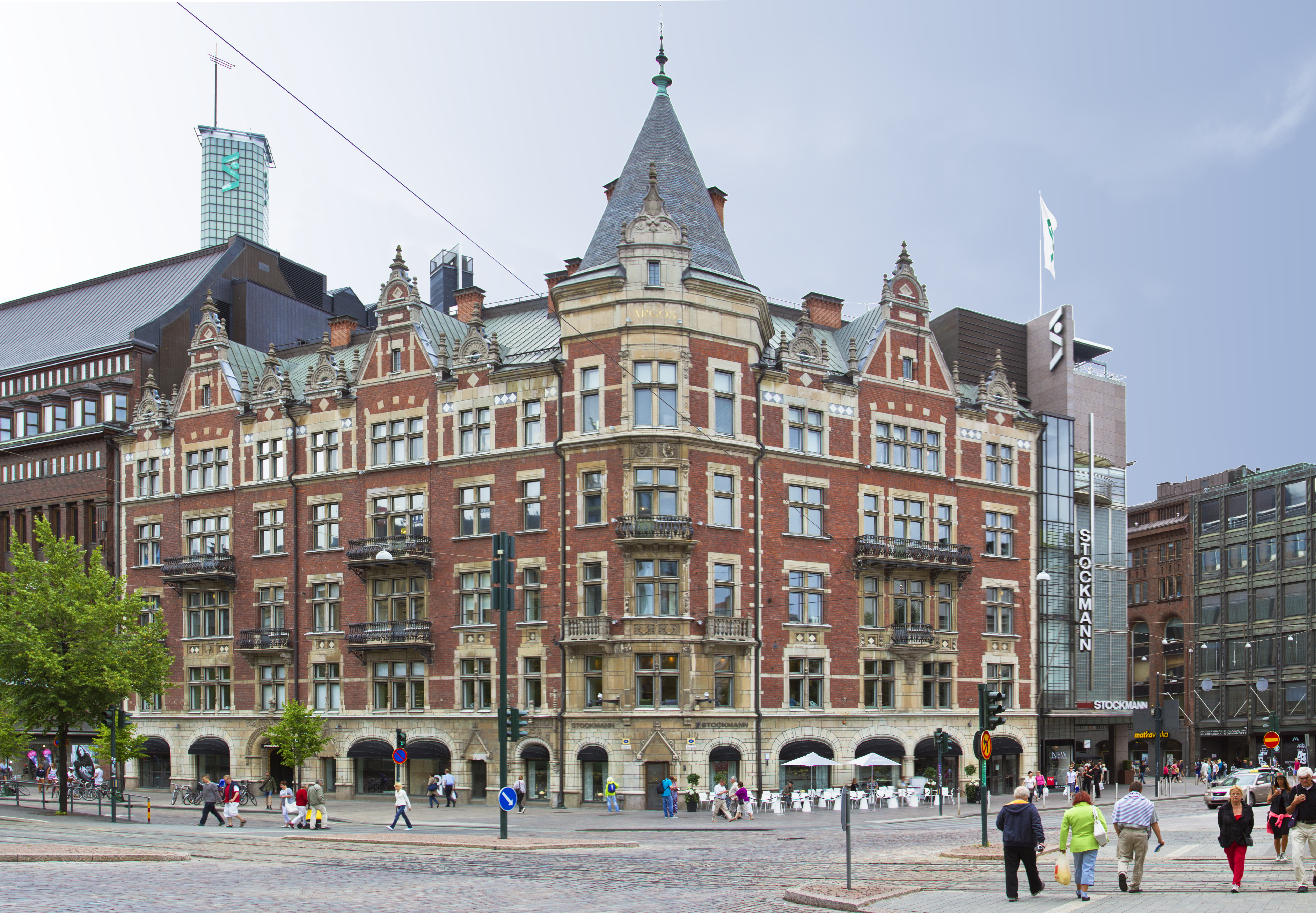
Immeuble Argos